# 도리언 미식
도리언 미식(영어: Dorian Missick, 1976년 1월 15일 ~ )은 미국의 배우이다.

## 출연 작품
- 몬스터 (2018)
- 나인 라이즈 (2016)
- 애니 (2014)
- 인보카머스 (2014)
- 빅 워즈 (2013)
- 씽스 네버 세드 (2012)
- 더 케이프 (2011)
- 무즈-럼 (2010)
- 바운티 헌터 (2010)
- 레녹스 에비뉴 (2009)
- 배드 마더스 핸드북 (2008)
- 레이첼, 결혼하다 (2008)
- 마마 보이 (2007)
- 컨빅션(영어판) (2006)
- 프리미엄 (2006)
- 식스 디그리즈 (2006)
- 럭키 넘버 슬레븐 (2006)
- 프리덤랜드 (2006)
- 맨츄리안 켄디데이트 (2004)
- 투 윅스 노티스 (2002)
- 크라임 파트너스 2000 (2001)
- 법과 질서 (1990)